# Неверленд (мини-сериал)
«Неверле́нд» (англ. Neverland) — фэнтезийный мини-сериал, который выходил на телеканале Syfy (Великобритания) 4 и 5 декабря 2011 года. Телефильм является приквелом и новым взглядом на историю о Питере Пэне.

## Сюжет
Питер — сирота, которого забрал из работного дома Джимми Крюк. Джимми в Лондоне организовал из ребят шайку воров. Однажды он дает им указание: украсть волшебное сокровище, с помощью которого можно оказаться в другом мире — Неверленде. Это маленькая планета, находящаяся в центре Вселенной, где остановилось время. Сюда попадают люди, вырванные из разных столетий. В своё время в Неверленд попали пираты XVIII века, возглавляемые Элизабет Бонни, а также племя индейцев. Индейцы пытаются защитить от неё дерево духов. Между ними уже давно ведется борьба. В Неверленд попадают и главные герои — Крюк, Питер и его друзья. Питер подружился с дочерью вождя индейцев Тигровой Лилией. Духи наделяют Питера умением летать. Одна из духов, Динь-Динь, становится другом Питера. Элизабет Бонни погибает. Крюк возглавляет пиратов, пообещав им переправить сюда кучу наемников и современное оружие.
В заключительной схватке Питер отрубает руку Джимми Крюку. Также выпадают часы, принадлежавшие матери Питера, которую в своё время любил Крюк. Всё это съедает крокодил. Один из пиратов (мистер Сми) советует Джимми Крюку вместо руки приделать крюк. Несмотря на то, что Питер нашел способ свободно перемещаться между нашим миром и Неверлендом, он с друзьями принимает решение остаться в Неверленде, чтобы никогда не стареть. С ними остаются индейцы и пираты.

## В ролях
- Рис Иванс — Джимми Крюк
- Анна Фрил — капитан Элизабет Бонни
- Чарльз Дэнс — доктор Ричард Флюд
- К’Орианка Килчер — Айя/Тигровая Лилия
- Чарли Роу — Питер Пэн
- Боб Хоскинс — мистер Сми (Хоскинс также играл этого персонажа в фильме 1991 года «Капитан Крюк»)
- Кира Найтли — Динь-Динь (только голос)
- Шарлотта Аткинсон — Динь-Динь
- Рауль Трухильо — святой человек
- Джордж Агилар — вождь Кау
- Кэс Анвар — джентльмен Старки

## Производство
Производство телефильма происходило в Сордсе, Дублин, Ирландия и в Генуе, Италия.